# Lambertgletscher
Der Lambertgletscher (ursprünglich Baker-3-Gletscher) ist ein in Antarktika gelegener Gletscher. Mit 420 km Länge und 90 km bis 130 km Breite (im Binnenland) ist er der längste und größte Gletscher der Erde.
Der Eisstrom befindet sich in Ostantarktika. Von der zentralen kuppelartigen Hochebene Antarktikas, Polarplateau genannt, bzw. vom dortigen Amerikanischen Hochland fließt das Eis vorbei an den Prince Charles Mountains im Westen und dem Prinzessin-Elisabeth-Land im Osten in Richtung der Küste des Kontinents, wo er in das Amery-Schelfeis mündet.
Das Einzugsgebiet des Lambertgletschers umfasst etwa 10 Prozent des Eisschildes der Antarktis. An seiner Mündung in das eisige Südpolarmeer, an der sich das Eis etwa 750 m bis 1000 m pro Jahr in Richtung Meer bewegt, ist der Gletscher ca. 210 km breit.
Luftaufnahmen vom Gletscher entstanden bei der US-amerikanischen Operation Highjump (1946–1947). Diese dienten dem US-amerikanischen Kartografen John H. Roscoe (1915–2007) einer ersten Kartierung. Australische Kartografen nahmen 1956 eine neuerliche Kartierung vor. Das Antarctic Names Committee of Australia benannte den Gletscher 1957 nach dem australischen Geodäten Bruce Phillip Lambert (1912–1990), Leiter der Abteilung für Kartografie im Australian Department of National Development.